# Định tuổi K-Ar
Định tuổi bằng kali - argon, định tuổi K-Ar hay xác định niên đại bằng kali - argon là một phương pháp xác định niên đại bằng bằng đồng vị phóng xạ cho mẫu vật liệu có hàm lượng kali đáng kể. Phương pháp hoạt động dựa trên sự tích lũy sản phẩm phân rã phóng xạ của đồng vị 40K là 40Ar, và dùng cho xác định tuổi tuyệt đối cho mẫu vật có tuổi từ cỡ vài nghìn năm trở lên trong địa chất học và khảo cổ học.

## Khái quát phương pháp
Sản phẩm phân rã 40Ar là khí trơ nên thông thường nó sẽ bay hơi khỏi mẫu vật. Song khi diễn ra quá trình tạo đá, là các trường hợp:
1. Khối magma chứa kali nóng chảy nguội đi và kết lại thành đá;
2. Khối vật liệu dạng sét lắng đọng thành trầm tích sét;
3. Đá muối kali (halit) kết tinh từ dung dịch nước muối thành vỉa.

Khi đó lối thoát argon bị chặn, và được tích lũy lại trong đất đá. Hàm lượng 40Ar tăng dần, còn 40K giảm dần. Tỷ lệ hàm lượng 40Ar với 40K biểu thị thời gian trôi từ lúc tạo đá, hay tuổi tuyệt đối của đất đá đó.
Kali là thành phần trong các khoáng vật tạo đá phổ biến, như mica, fenspat, hornblend,... hoặc trong trầm tích như đất đá chứa sét, đặc biệt là sylvit trong muối mỏ kali. Đó là lý do kỹ thuật định tuổi này thường được áp dụng thành công trong các loại đá trên mặt đất. Ngoài ra, định tuổi K-Ar thường được áp dụng cho các loại đá ngoài trái đất, như các mẫu đá Mặt Trăng do tàu Apollo mang về, và các thiên thạch, mà trong đó đã xác định được tuổi là khoảng 4,6 tỷ năm trước đây, tuổi ước tính của hệ Mặt Trời được xác định.

## Cơ sở phương pháp
Kali có 3 đồng vị tự nhiên là 39K (93,2581%), 40K (0,0117%), 41K (6,7302%). Đồng vị 40K là đồng vị phóng xạ, phân rã beta với chu kỳ bán rã t½ = 1,248 tỷ năm theo hai dạng:
- Bắt giữ điện tử: {\displaystyle {}^{40}\mathrm {K} +\mathrm {e} ^{-}\rightarrow {}^{40}\mathrm {Ar} +\gamma \quad (1{,}505\,\mathrm {MeV} )} với hoạt độ: {\displaystyle \lambda _{\epsilon }=0{,}581\cdot 10^{-10}{\frac {1}{a}}}
- Phát xạ điện tử: {\displaystyle {}^{40}\mathrm {K} \rightarrow {}^{40}\mathrm {Ca} +\beta ^{-}\quad (1{,}311\,\mathrm {MeV} )} với hoạt độ: {\displaystyle \lambda _{\beta }=4{,}962\cdot 10^{-10}{\frac {1}{a}}}

Nếu không có thất thoát argon thì sau thời gian trôi {\displaystyle t} từ lúc tạo đá, sẽ có 
- {\displaystyle K_{f}={{}^{40}\mathrm {[K]} _{t}}} là hàm lượng 40K,
- {\displaystyle Ar_{f}={{}^{40}\mathrm {[Ar]} _{t}}} là hàm lượng 40Ar.

Có hai cách đo chính, là đo 40K-40Ar và đo 39Ar-40Ar.

### Đo tỷ số40K-40Ar
Trong phép đo "40K-40Ar" tiến hành đo các hàm lượng {\displaystyle K_{f}} và {\displaystyle Ar_{f}} theo các quy trình đo thông thường. Khi đó tuổi {\displaystyle t} sẽ là 
{\displaystyle t={\frac {1}{\lambda }}\cdot \ln \left(1+{\frac {\lambda }{\lambda _{\epsilon }}}\cdot {\frac {Ar_{f}}{K_{f}}}\right)}
với {\displaystyle \lambda =\lambda _{\epsilon }+\lambda _{\beta }} là hoạt độ tổng, 
Nếu tính theo công thức với thời gian bán rã t½ {\displaystyle ={\frac {\ln(2)}{\lambda }}} thì
{\displaystyle t={\frac {t_{1/2}}{\ln(2)}}\ln \left({\frac {{\ce {K}}_{f}+{\frac {{\ce {Ar}}_{f}}{0.109}}}{{\ce {K}}_{f}}}\right)}
Hệ số tỷ lệ 0,109 hiệu chỉnh cho phần không đo được của 40K phân rã thành 40Ca.

### Đo tỷ số39Ar-40Ar
Trong phép đo 39Ar-40Ar, còn gọi là phép đo kích hoạt neutron, mẫu cần đo được chiếu xạ neutron nhanh trong lò phản ứng nghiên cứu. Khi đó một phần 39K chuyển đổi thành 39Ar. Phép đo này cần đến mẫu hiệu chuẩn (phân cỡ, calibration) là một chất khoáng chuẩn, ví dụ Hornblend, có tuổi đã biết trước, được chiếu xạ và đo cùng. 
Sau chiếu xạ, các mẫu được nung nóng dần dần ở các mức nhiệt độ nhất định. Tại mỗi mức nhiệt độ đo tỷ lệ 39Ar với 40Ar theo phép đo khối phổ khí trơ. Kết quả biểu diễn lên đồ thị theo nhiệt độ.
Nếu biểu đồ của mẫu cho thấy mức ổn định trong dải nhiệt độ cao, tức là dải nhiệt độ mở rộng trong đó tỷ lệ 39Ar với 40Ar thực tế không đổi (đồ thị nằm ngang), thì argon đã thoát hết khỏi mẫu. Kết quả hàm lượng dùng được cho tính tuổi. Nếu đồ thị không phẳng thì mẫu có nguồn gốc bị xáo trộn, không dùng cho tính tuổi được.
Phép đo kích hoạt neutron cho phép xác định tuổi các sự kiện trẻ, như năm 1997 xác định "tuổi" vụ phun trào Núi Vesuvius chôn vùi thành Pompeii bằng đá bọt, là 1925 ± 94 năm trước, phù hợp với ghi chép là năm 72 Công Nguyên theo Lịch Gregory.
Phép đo cũng đã ứng dụng định tuổi cho hóa thạch vượn dạng người Ardipithecus ramidus ở Ethiopia có tuổi 4,4 triệu năm, là mức mà phép Định tuổi bằng cacbon-14 không với tới được.

## Đo đạc
Việc xác định hàm lượng đồng vị Kali thực hiện bằng quang phổ nguyên tử, còn xác định hàm lượng argon bằng phương pháp khối phổ.

## Chỉ dẫn
1. ↑  Xem: Danh sách đồng vị tự nhiên